# Edward Alleyn
Edward Alleyn, född 1 september 1566 och död 25 november 1625, var en engelsk skådespelare och teaterledare.
Alleyn ledde 1592-1621 teatrar i London, de av hans svärfar Philip Henslowe byggda The Rose och The Fortune, i spetsen för skådespelartruppen The Lord Admiral's men, som efter Jakob I:s tronbestigning bytte namn till The Prince's servants, och var en högt ansedd tragisk skådespelare i den överdrivna stil, som Shakespeare fördömde. Han förtjänade en betydande förmögenhet och stiftade 1619 det ännu bestående Dulwich College.